# Альколеа-дель-Ріо
Альколеа-дель-Ріо (ісп. Alcolea del Río) — муніципалітет в Іспанії, у складі автономної спільноти Андалусія, у провінції Севілья. Населення — 3407 осіб (2010).
Муніципалітет розташований на відстані близько 350 км на південний захід від Мадрида, 38 км на північний схід від Севільї.

## Демографія
Динаміка населення (INE ):

## Галерея зображень

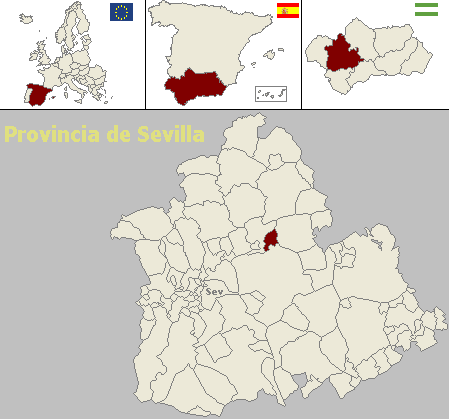
Розташування муніципалітету Альколеа-дель-Ріо у провінції Севілья